# Râul Iuți
Râul Iuți este un curs de apă, afluent al Dunării. 